# Floresta Nacional de Irati
Floresta Nacional de Irati är en skog i Brasilien.   Den ligger i delstaten Paraná, i den södra delen av landet, 1 100 km söder om huvudstaden Brasília.
I omgivningarna runt Floresta Nacional de Irati växer i huvudsak städsegrön lövskog. Runt Floresta Nacional de Irati är det glesbefolkat, med 17 invånare per kvadratkilometer.